# Nacjonalistyczna Partia Australii
Nacjonalistyczna Partia Australii (Nationalist Party of Australia, NPA) – australijska partia polityczna istniejąca w latach 1917-1931. Powstała w wyniku połączenia Związkowej Partii Liberalnej z grupą rozłamowców z Australijskiej Partii Pracy (ALP) pod wodzą ówczesnego premiera, Billy’ego Hughesa. W 1917-1922 partia samodzielnie sprawowała władzę. Po uzyskaniu słabszego wyniku wyborczego w 1922, zmuszona była do zawarcia koalicji z Partią Agrarną (CP). Ceną za wejście CP do rządu była wymiana niepopularnego premiera, wobec czego Hughesa zastąpił Stanley Bruce. W 1929 grupa posłów pod wodzą byłego premiera zbuntowała się wobec rządowych planów reform gospodarczych i doprowadziła do przedterminowych wyborów, w których NPA poniosła upokarzającą klęskę i znalazła się w głębokim odwrocie. Ostatecznie w  1931 NPA połączyła się z kolejną grupą rozłamowców z ALP, tym razem pod wodzą Josepha Lyonsa, tworząc Partię Zjednoczonej Australii.